# Humiliores
Nel diritto romano gli humiliores erano i cittadini di basso rango i quali, assieme ai tenuiores, componevano il ceto più basso della società: la plebs (o plebe). Si distinguevano dagli honestiores, cioè i cittadini di alto rango.

## Effetti
In ambito sanzionatorio, il fatto di appartenere a tale rango comportava un aggravamento della pena. Agli humiliores, infatti, spettava la pena della damnatio ad bestias, della morte sul rogo e della crocifissione.